# Франк, Людвиг
Людвиг Франк (нем. Ludwig Franck; 1834—1884) — немецкий анатом, ветеринар и педагог.

## Биография
Людвиг Франк родился в 1834 году. Изучал ветеринарное искусство в городе Мюнхене. С 1864 года занимал должность профессора Мюнхенского ветеринарного училища, а с 1877 по 1884 год был директором этого учебного заведения.
Помимо работ по ветеринарным наукам, Л. Франк написал капитальные сочинения по анатомии домашних животных.
Среди его научных трудов наиболее известны следующие: «Handbuch der thierärztlichen Geburtshilfe» (2-е изд., Б., 1887), «Handbuch der Anatomie der Hausthiere» (3-е изд., Штутгарт, 1891).
С 1875 года Франк, вместе с Отто фон Боллингером, издавал в Лейпциге «Deutsche Zeitschrift für Thiermedizin und vergleichende Pathologie».
Людвиг Франк умер в 1884 году.